# Friedrich August von Kaulbach

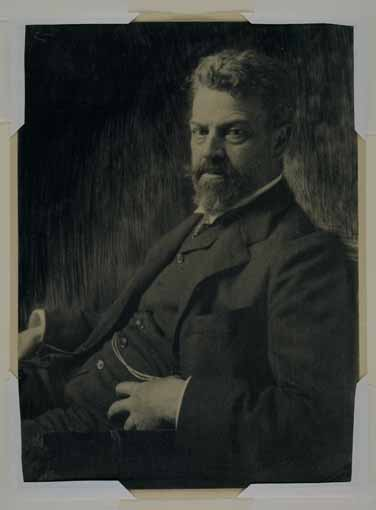
Friedrich August von Kaulbach.

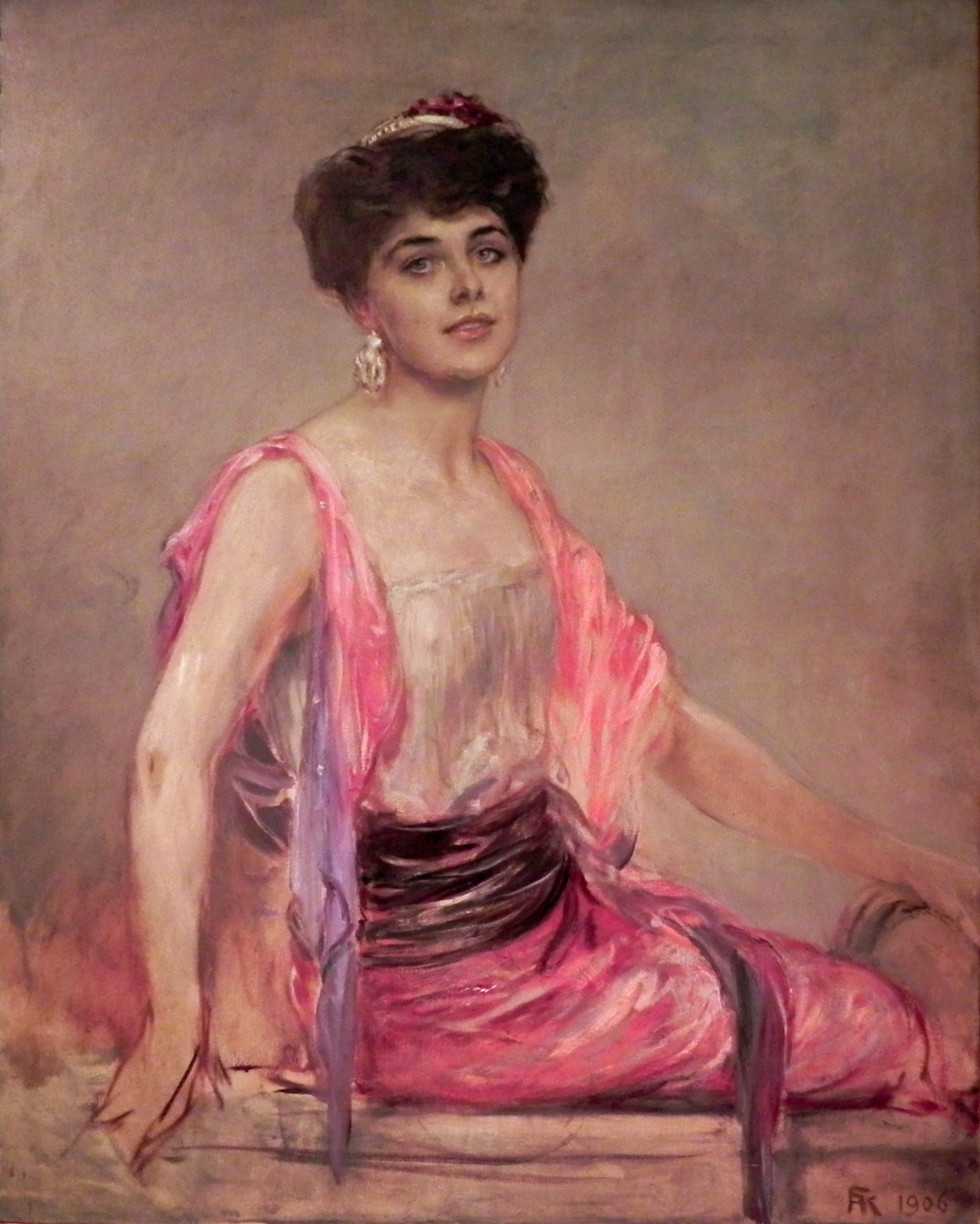
Estudio para el retraro de la cantante Geraldine Farrar.

Friedrich August von Kaulbach, conocido también como Fritz August von Kaulbach (Múnich, Reino de Baviera, Confederación Germánica, 2 de junio de 1850 - Ohlstadt de Murnau am Staffelsee, Alemania, 26 de julio de 1920), fue un pintor alemán. Fue hijo del también pintor Friedrich Kaulbach. Es reconocido por sus retratos decorativos y de fantasía, especialmente de mujeres, en estilo francés del siglo XIX.

## Biografía

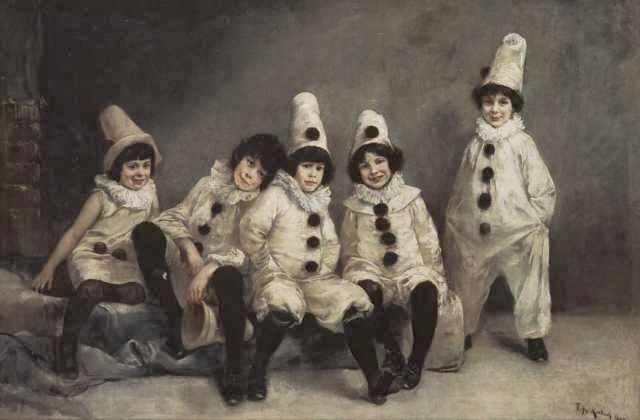
Kinderkarneval, 1888.

Friedrich August von Kaulbach estudió en la Real Academia de Artes y Oficios de Núremberg (junto con August von Kreling y Karl Raupp) y también con su padre Friedrich Kaulbach. En 1871 se muda a Múnich. Perteneció, junto a Franz von Lenbach y Franz von Stuck a los así llamados Príncipes pintores de Múnich (Münchener Malerfürsten) y se convirtió en uno de los retratistas mejor pagados. Sus retratos fueron, en su mayoría, encargos de miembros de las élites alemana y estadounidense. Su cuadro Kinderkarneval (Carnaval Infantil), que representa a los cinco hijos de la familia Pringsheim, muestra a Katia Mann (a la izquierda) cuando niña. Thomas Mann tenía una reproducción de este cuadro colgada en su habitación mucho antes de conocer a la que sería futura esposa.
Vivió durante un tiempo en París. En 1886 fue nombrado director de la Academia de Bellas Artes de Múnich. También formó parte de la Academia de Artes de Berlín. Su hija Hedda estuvo casada con el escultor Toni Stadler, mientras que su hija Mathilde se casó en 1925 con el pintor Max Beckmann.
En 1929 la viuda de Kaulbach autorizó la subasta de la colección de arte de su esposo, lo que se realizó en la mansión de los Kaulbach a través de la renombrada casa subastadora de arte Hugo Helbing. El prólogo del catálogo de la subasta fue escrito por August Liebmann Mayer.

## La mansión Kaulbach en Múnich

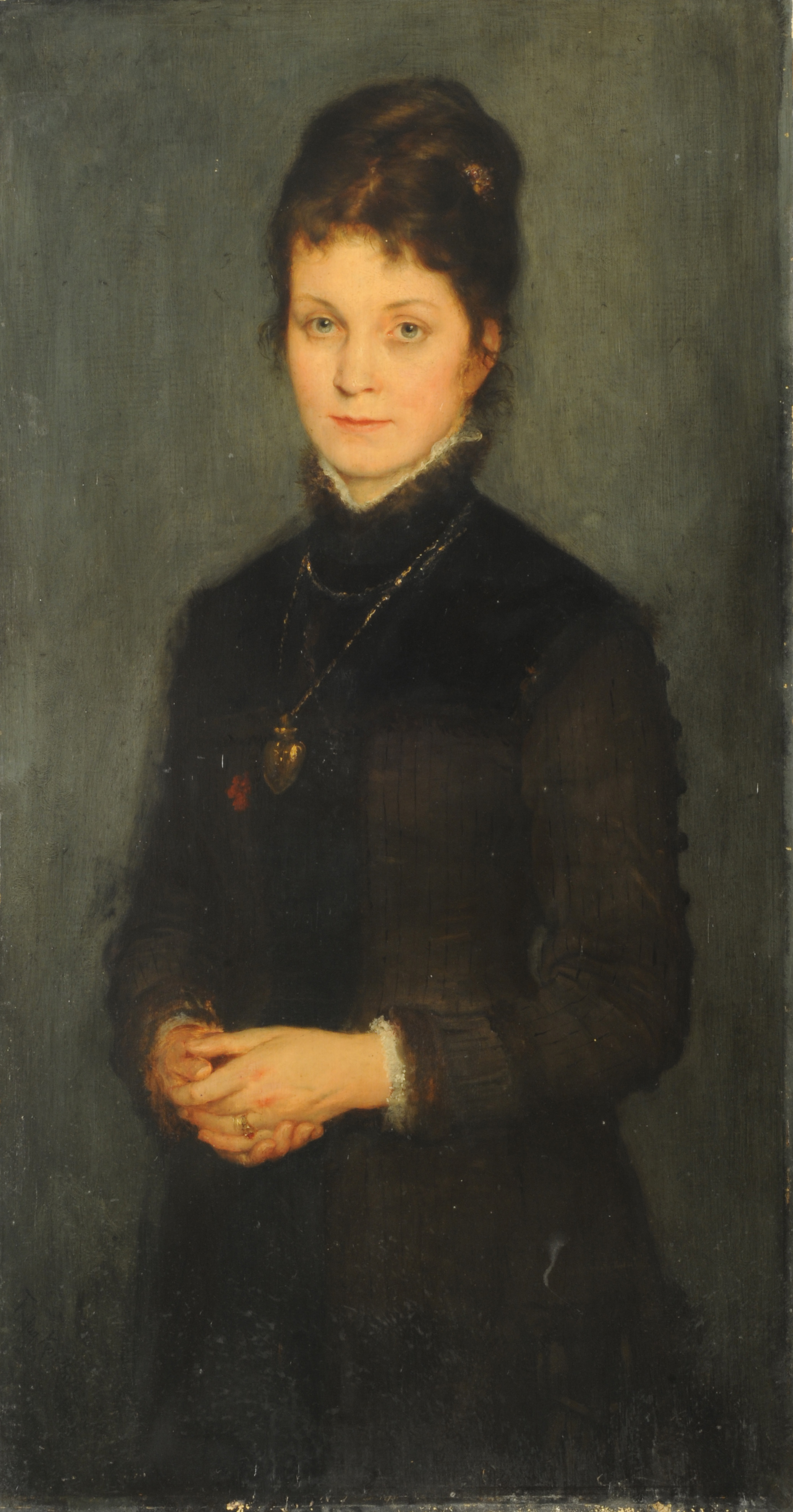
Retrato de señora.

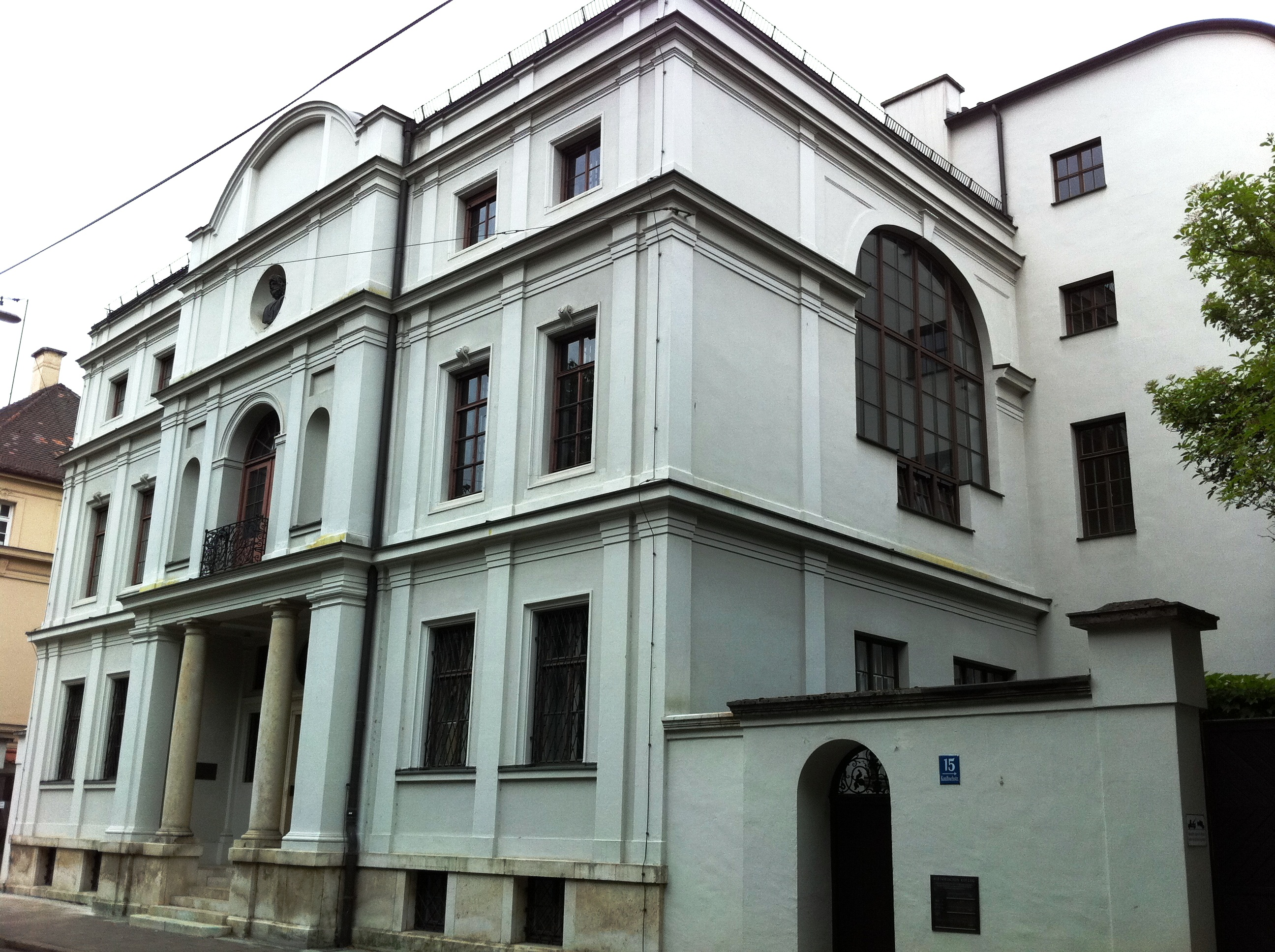
Mansión Kaulbach en Múnich.

En 1888 se construyó, ideada por Friedrich August von Kaulbach, una mansión en las cercanías de los jardines ingleses en Múnich. La mansión fue obra de Gabriel von Seidl. Al igual que la mansión Lenbach, fue construida inspirada en el estilo del Renacimiento italiano.